# Filziger Gelbfuß
Der Filzige Gelbfuß (Chroogomphus helveticus, syn. Gomphidius helveticus) ist eine Pilzart aus der Familie der Schmierlingsverwandten (Gomphidiaceae).

## Merkmale

### Makroskopische Merkmale
Der Hut des Filzigen Gelbfußes ist 3–7 cm breit und gelborange, insbesondere im Alter auch stellenweise weinrötlich gefärbt. Die Hutmitte ist abgerundet bis breit gebuckelt. Die filzig-faserige, feinschuppige Huthaut ist trocken und nur bei feuchter Witterung schmierig. Die beim jungen Fruchtkörper orangegelblichen Lamellen dunkeln bei der Sporenreife im Alter nach und können dann stellenweise weinrötlich bis schwärzlich gefärbt sein. Sie laufen kurz am Stiel herab, sind dick und entfernt stehend. Das Sporenpulver ist schwärzlich oder dunkel olivbraun. Der zylindrische Stiel ist wie der Hut gelb- bis orangebräunlich gefärbt, trocken und schwach filzig. Das Fleisch ist orangegelb und im Alter weinrötlich, in der Stielbasis chromgelb. An der Stielspitze befindet sich als Überrest des Velums eine angedeutete Ringzone. Der Geruch ist angenehm, leicht fruchtartig, der Geschmack mild bis schwach säuerlich.

### Mikroskopische Merkmale
Die länglich-spindeligen Sporen haben eine glatte Oberfläche und besitzen keinen Keimporus. Sie messen 15–20 × 6,5–8 Mikrometer. Die keuligen Basidien mit vier Sterigmen sind 50–60 Mikrometer lang und 10–12 Mikrometer dick. Die Cheilo- und Pleurozystiden sind zylindrisch geformt, besitzen eine stielförmige Basis und messen 80–115 × 14–18 Mikrometer.

## Artabgrenzung
Der Filzige Gelbfuß kann mit anderen Gelbfüßen wie dem Kupferroten Gelbfuß (Chroogomphus rutilus) verwechselt werden. Diese unterscheiden sich durch die bereits beim jungen Pilz rotbräunlichen Hutfarben und eine glatte (nicht filzige oder schuppige), bei Feuchtigkeit schmierige Hutoberfläche.
Speisepilzsammler sollten den Filzigen Gelbfuß nicht mit Schleierlingen wie dem tödlich giftigen Spitzgebuckelten Raukopf (Cortinarius rubellus) verwechseln. Dieser hat mehr rotbräunliche Farben, rostbraunes Sporenpulver, einen schwachen Rettichgeruch und kein gelbes Fleisch in der Stielbasis.

## Ökologie und Phänologie
Der Filzige Gelbfuß ist ein Mykorrhizapilz des Gebirgsnadelwaldes, bevorzugte Partner sind Fichten oder zweinadelige Kiefern. Er kommt an passenden Standorten lokal häufig vor. Die einzeln bis gesellig wachsenden Fruchtkörper erscheinen von Juli bis Oktober.

## Verbreitung
Das Vorkommen der Art ist auf Europa beschränkt.

## Bedeutung
Der Filzige Gelbfuß ist essbar.